# Yann-Gaël Poncet
 (janvier 2020).
Pour les articles homonymes, voir Poncet.
Yann-Gaël Poncet est un auteur-compositeur-interprète français né le 17 novembre 1974 à Villeurbanne.

## Biographie
Yann-Gaël Poncet entame l'étude du violon à six ans et commence à jouer dans des groupes amateurs à l'âge de quinze ans. Après avoir achevé des études d'histoire de l'art, il décide de se consacrer à la musique.
Il sort son premier album de chanson française Au bout du monde en 2003 avec son groupe Yann-Gaël Poncet trio (avec Jean-Paul Hervé aux guitares et Raphaël Poly à la contrebasse), puis un second album Celui qui dit qui est en 2007 avec son groupe Poncet (avec Jean-Paul Hervé aux guitares et tuba, Raphaël Poly à la contrebasse et Nicolas Allemand aux percussions).
De 2002 à 2005, il participe à la création (chant) de l'opéra jazz La Tectonique des nuages de Laurent Cugny.
De 2009 à 2012, il parcourt la France avec La Fabrique des nuages, spectacle musical pour enfants créé avec Nicolas Allemand, pour sensibiliser le jeune public à la préservation de l’environnement, dont un album cd sort en 2015, illustré par Bernard Nicolas.
En 2011, il crée le Transcontinental Calypso pour l’arrivée de la Transat Jacques-Vabre au Costa Rica, qui est présenté sous son format définitif en 2012 à San José devant plus de 26 000 spectateurs. Ce spectacle, qui mélange électro-jazz et musique traditionnelle calypso a pour invités Rabat Homes, Gianti et Ulysses Grant.
En 2014, il crée le Transcontinental Charango avec pour invités Sergent Garcia, Oscar Miranda et Jerónimo Saer. Ce spectacle est une fusion entre instruments à cordes sudaméricains, jazz, musique électronique et sonorités andines.
En 2019, il crée le Transcontinental Sahajara avec pour invités Mounir Troudi et Yann Arthus-Bertrand,.
Il donne aussi fréquemment des concerts avec son groupe de jazz quartet « S » et il collabore régulièrement avec le réalisateur Jérémie Cuvillier.

## Discographie
- 2003 : Au bout du monde
- 2007 : Celui qui dit qui est
- 2015 : Tom et Félix - La Fabrique de nuages
- 2019 : Transcontinental Charango
- 2020 : Transcontinental Shajara

## Participations
- 2010 : avec Laurent Cugny, La Tectonique des nuages (signature Radio France)[8]
- 2019: Concert Transcontinental Shajara avec Mounir Troudi dans le Géopark des Bauges (Aillon le Jeune)[9],[10],[11]
- 2019 : Spectacle La Fabrique de Nuages  (Fondation GoodPlanet)[12]
- 2020: installation sculpture Le Tronc Sonné (Aillon le Jeune)[13]
- 2021: Concert le Transcontinental Shajara (Musée des Confluences à Lyon)[14],[15]
- 2021: Salon musique avec Philippe Krûmm (Musée des Confluences à Lyon)[16]
- 2021 : Le Monde Réel Journée du Patrimoine Musée des Charmettes (Aillon Le Jeune)[17]

## Musique de films
- 2010 : Domenica ou la Diabolique de l'art de Jérémie Cuvillier
- 2013 : Durasong, les fantômes indiens de Marguerite Duras de Jérémie Cuvillier
- 2013 : Le Soldat de Jérémie Cuvillier
- 2013 : La Bibliothèque de Jérémie Cuvillier
- 2014 : Les Légendes de la musique noire, 1re partie, de Jérémie Cuvillier
- 2014 : Les Légendes de la musique noire, 2e partie, de Jérémie Cuvillier

## Télévision
- 2019: France 3: Reportage du Lancement du Transcontinental Shajara (Aillon Le Jeune)[18]
- 2020 : #studio3. France 3 Auvergne Rhônes Alpes #Studio3 : "Transcontinental Shajara", au carrefour du jazz, de l’électro et des musiques du monde[19]
- 2020 :France 3 :  Le Tronc Sonné Exposition Géopark (Aillon le Jeune)[20]

## Récompenses
- Grand Prix des Rencontres Brel
- Grand Prix de l’Académie du Jazz[21]
- Lauréat du « Hors les Murs » de la Villa Médicis